# 春日井市民病院
春日井市民病院（かすがいしみんびょういん）は、愛知県春日井市にある市立の病院である。

## 沿革
- 1951年（昭和26年）
  - 8月 - 現在の春日井警察署の場所で開院。内科と外科の2科の診療開始。
  - 12月 - 産婦人科を新設。
- 1955年（昭和30年）3月 - 市立春日井病院の併設病院となる。
- 1958年（昭和30年）3月 - 耳鼻咽喉科を新設。
- 1959年（昭和30年）7月 - 国民健康保険診療施設の一つとなる。
- 1963年（昭和30年）8月 - 小児科と眼科と整形外科を新設。
- 1964年（昭和30年）4月 - 地方公営企業法による財務規定の一部適用。
- 1967年（昭和42年）3月 - 国民健康保険診療施設から独立。
- 1970年（昭和45年）1月 - 脳神経外科を新設。
- 1976年（昭和51年）12月 - 第1次整備計画実施。中央診療管理棟の工事着工。
- 1978年（昭和53年）
  - 3月 - 伝染病棟の改築工事が終了。
  - 9月 - 診療棟と第1病棟の改造工事終了。
- 1979年（昭和54年）
  - 4月 - 消化器科を新設。
  - 12月 - 結核病床を廃止する。
- 1980年（昭和55年）12月 - 第2次整備事業の工事着工。
- 1982年（昭和57年）
  - 8月 - 第2次整備事業工事終了。中央診療部門の一新。
  - 9月 - 人工透析部門を開設。
- 1987年（昭和62年）
  - 8月 - 第3次整備事業工事終了。外来部門を新設。
  - 10月 - 循環器科と皮膚科と泌尿器科を新設。
- 1988年（昭和63年）4月 - 病院の機構改革実施。医務・看護・事務の3局体制に。神経内科と放射線科を新設。
- 1991年（平成3年）4月 - 呼吸器科を新設。MRIを導入。
- 1992年（平成4年）
  - 1月 - 病診連携室を開設。
  - 4月 - 結石破砕装置を導入。病診連携事業を開始。
- 1996年（平成8年）までの町名は長らく上八田町であったが、下八田町と西八田町と統合により八田町となる。
- 1996年（平成8年）6月 - 形成外科を新設。
- 1997年（平成9年）10月 - 麻酔科を新設。
- 1998年（平成10年）11月 - 元々農地であった現在の場所（春日井市鷹来町）に移転。精神科と心臓血管外科、歯科口腔外科、呼吸器外科を新設。
- 2001年（平成11年）
  - 3月 - 臨床研修病院に指定される。
  - 12月 - 日本医療評価機構から認定証を受理。
- 2003年（平成15年）
  - 4月 - 女性専用外来を開設。
  - 7月 - 日帰り手術センターを開設。医療安全管理室を開設。
- 2004年（平成16年）7月 - 動脈硬化外来を開設。
- 2005年（平成17年）
  - 4月 - 新生児に対する聴覚検査開始。
  - 6月 - 院内での携帯電話の使用を一部解禁。
- 2006年（平成18年）
  - 7月 - セカンドオピニオン外来を開設。外来化学療法センターの建設工事着工。10月 - 64列マルチスライスCT(MDCT)を導入。
- 2007年（平成19年）3月1日 - 外来化学療法センターを開設。
- 2009年（平成21年）7月1日 - 糖尿病センターを開設[1]。
- 2010年（平成22年）3月31日 - 災害拠点病院の指定を受ける[2]。
- 2014年（平成26年）6月 - 敷地内に春日井市総合保健医療センターが完成する。
- 2015年（平成27年）10月1日 - 愛知県より救命救急センターの指定を受ける。同時に災害拠点中核病院に指定される

## 診療科目
- 内科
- メンタルヘルス科
- 脳神経内科
- 呼吸器内科
- 消化器内科
- 循環器内科
- 小児科
- 外科
- 整形外科
- 形成外科
- 脳神経外科
- 呼吸器外科
- 心臓血管外科
- 皮膚科
- 泌尿器科
- 産婦人科
- 眼科
- 耳鼻咽喉科
- リハビリテーション科
- 放射線科
- 麻酔科
- 歯科口腔外科　など

## 施設
病院の敷地面積は、140,200平方メートル。建物の延べ床面積は、45,672平方メートル。
一覧
- 病棟 - 建物は、地上8階地下1階。病床は、全部で556床。
- 診療棟 - 建物は、地上3階地下1階。
- 喫茶室（2016年（平成28年）度からTully's coffeeが新規に開設された。）
- 売店（2015年（平成27年）度からLawsonが新規に開設された。）
- 食堂（病院2階に患者さんならびに見舞い者用の食堂が併設されている。）
- ATM（大垣共立銀行のものが1台、1階に設置されている。）
- トイレ
- 駐車場 - 全部で1500台分（外来専用）確保。

## 所在地
- 愛知県春日井市鷹来町（たかきちょう）1丁目1番地1

## 交通アクセス

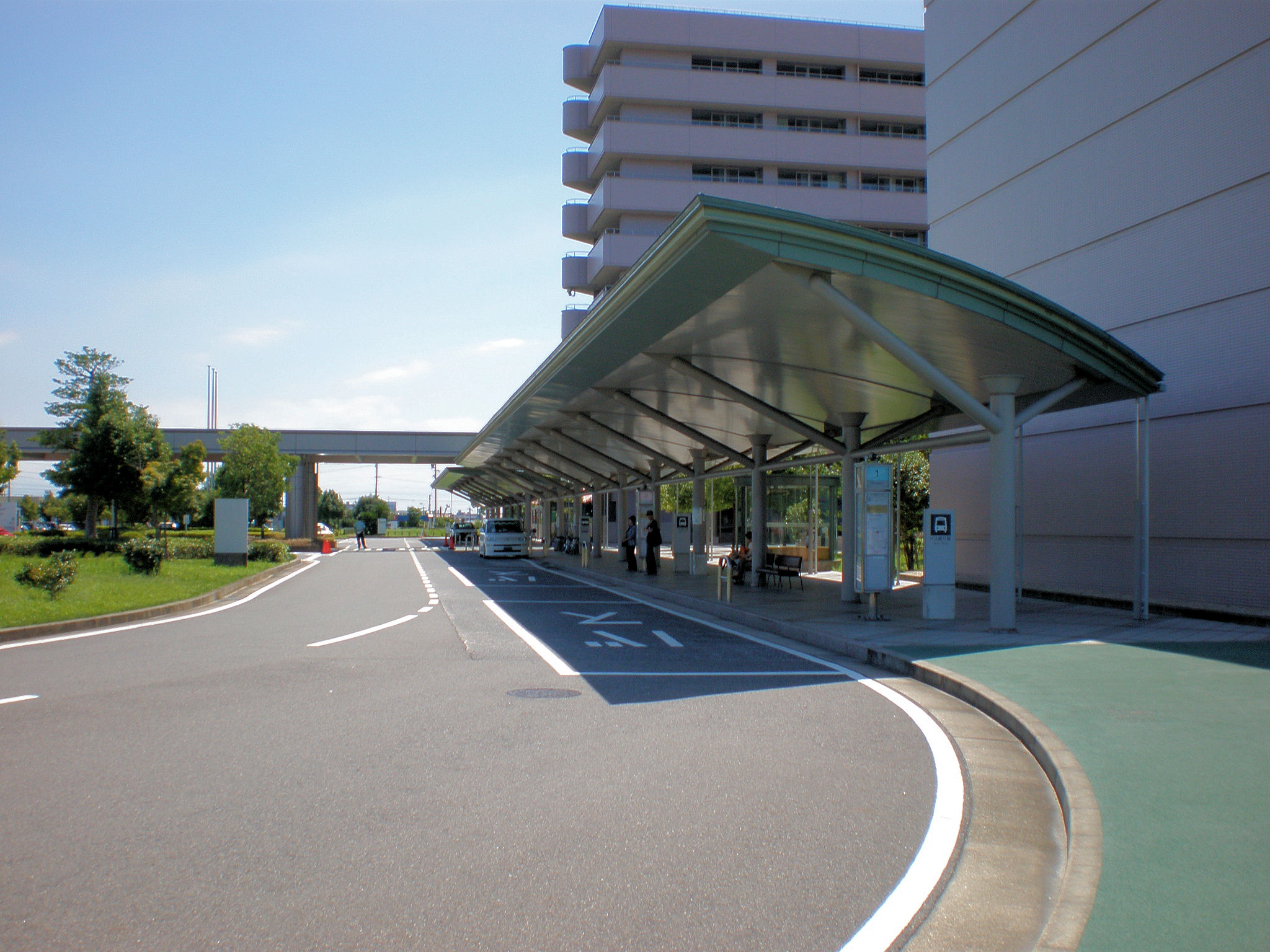
「春日井市民病院」停留所

- かすがいシティバス（はあとふるライナー）の「春日井市民病院」停留所下車。
- 名鉄バスの「春日井市民病院」停留所下車。
- 桃花台バスの「春日井市民病院」停留所[注釈 1]下車。

## 周辺
病院東側と南側の道路沿いには多数の飲食店が立地している。
- サンフロッグ春日井 - 温水プール
- 名城大学農学部附属農場

## その他
英語を話せる医師がいる。また英語・中国語・韓国語・スペイン語・ポルトガル語に翻訳された「入院・外来案内書」がある。